# 中国大陆的民国房产问题
中国大陆的民国建筑问题，指的是1949年国府迁台后，中华民国党政军机构和其它组织、个人留在大陆的公私房产为中华人民共和国政府所没收、使用，以及留在大陆的房主的房产被新政权没收，引发的产权等一系列问题。

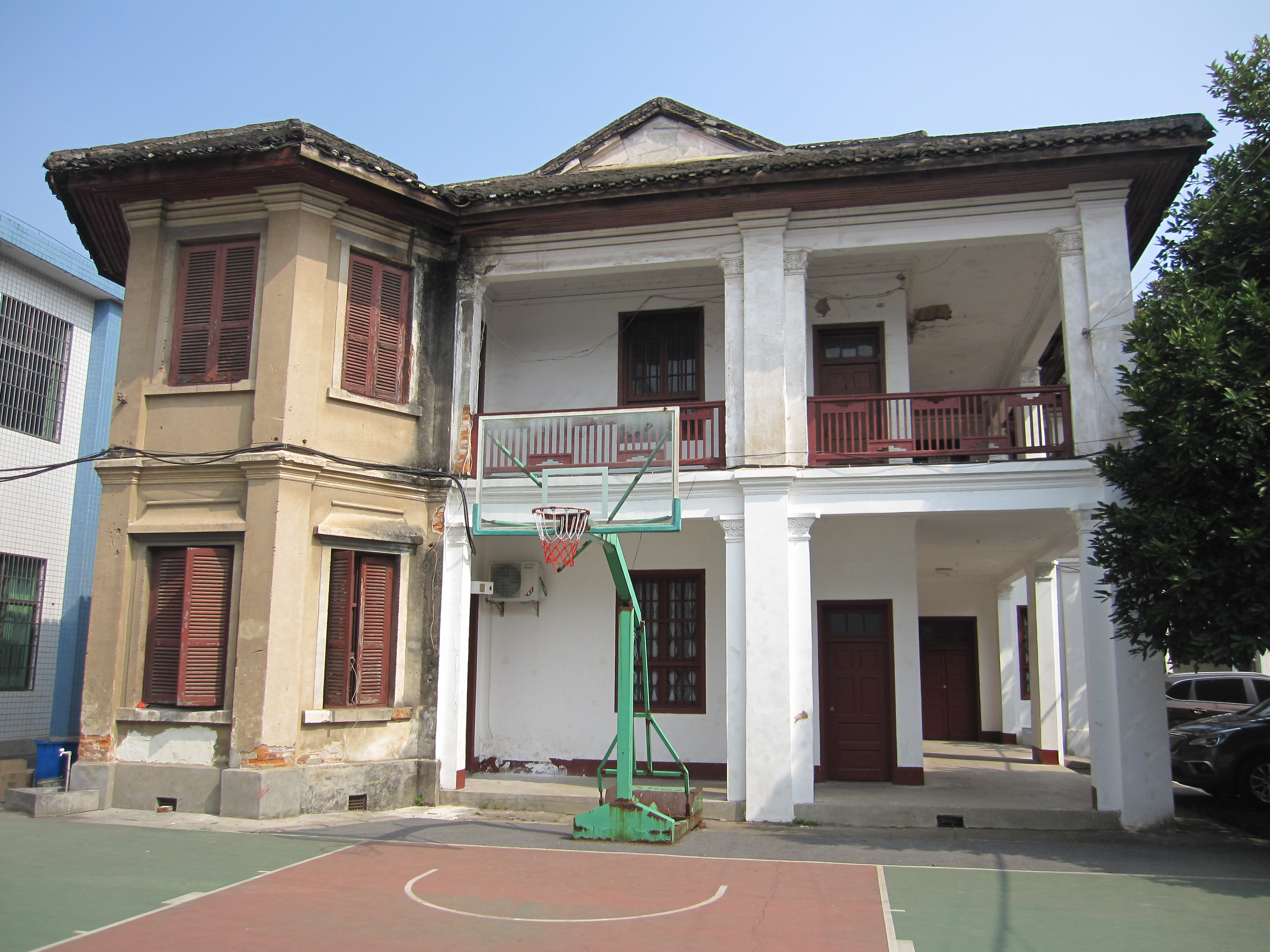
胡陶庵荫庐旧址，原为民国湖南衡阳代理市长胡瀚的住宅，现为衡阳市东阳渡镇政府的办公楼

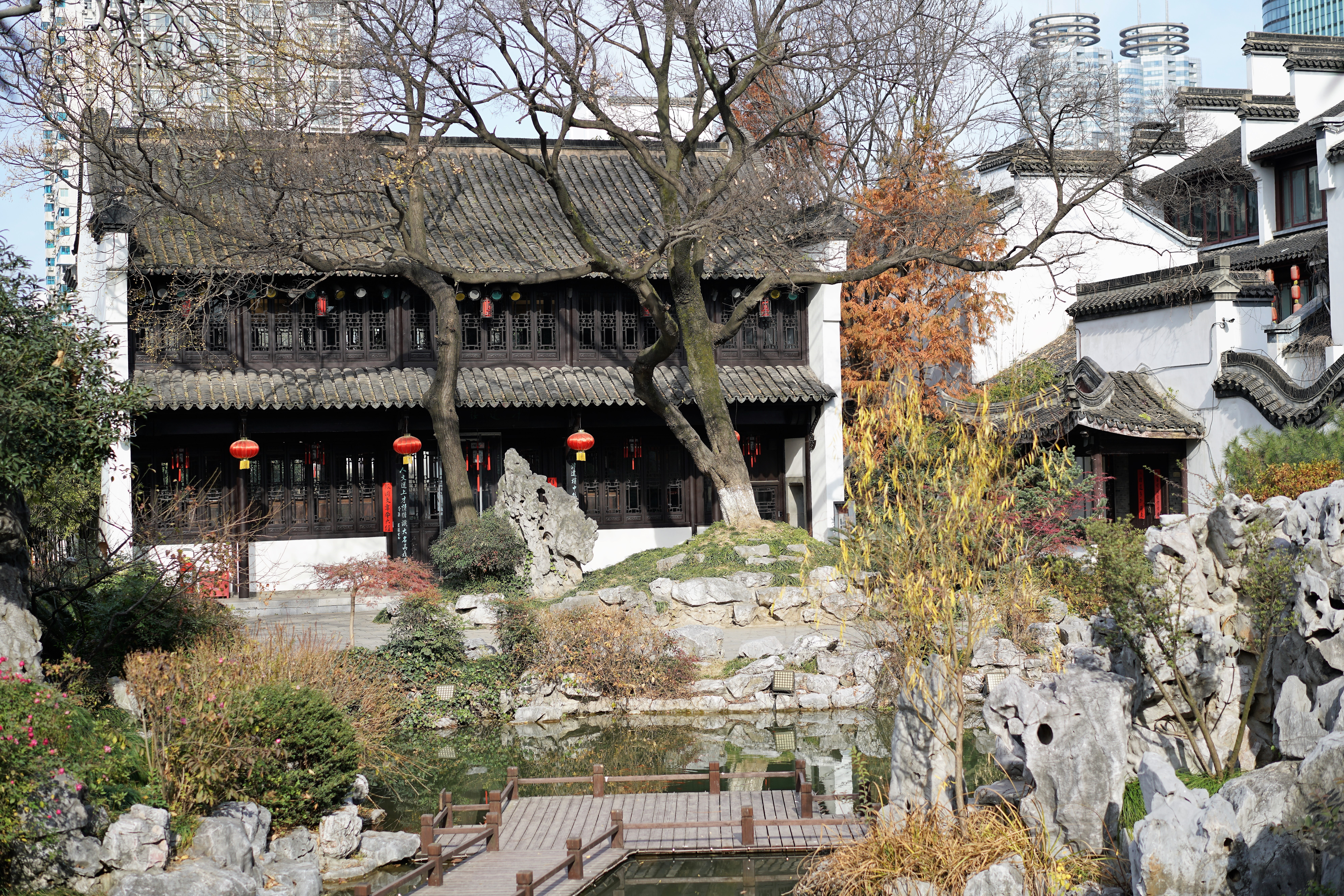
甘熙故居，晚清著名文人甘熙家的大院，现主体辟为南京市民俗博物馆，部分建筑仍被私人和公司占据。

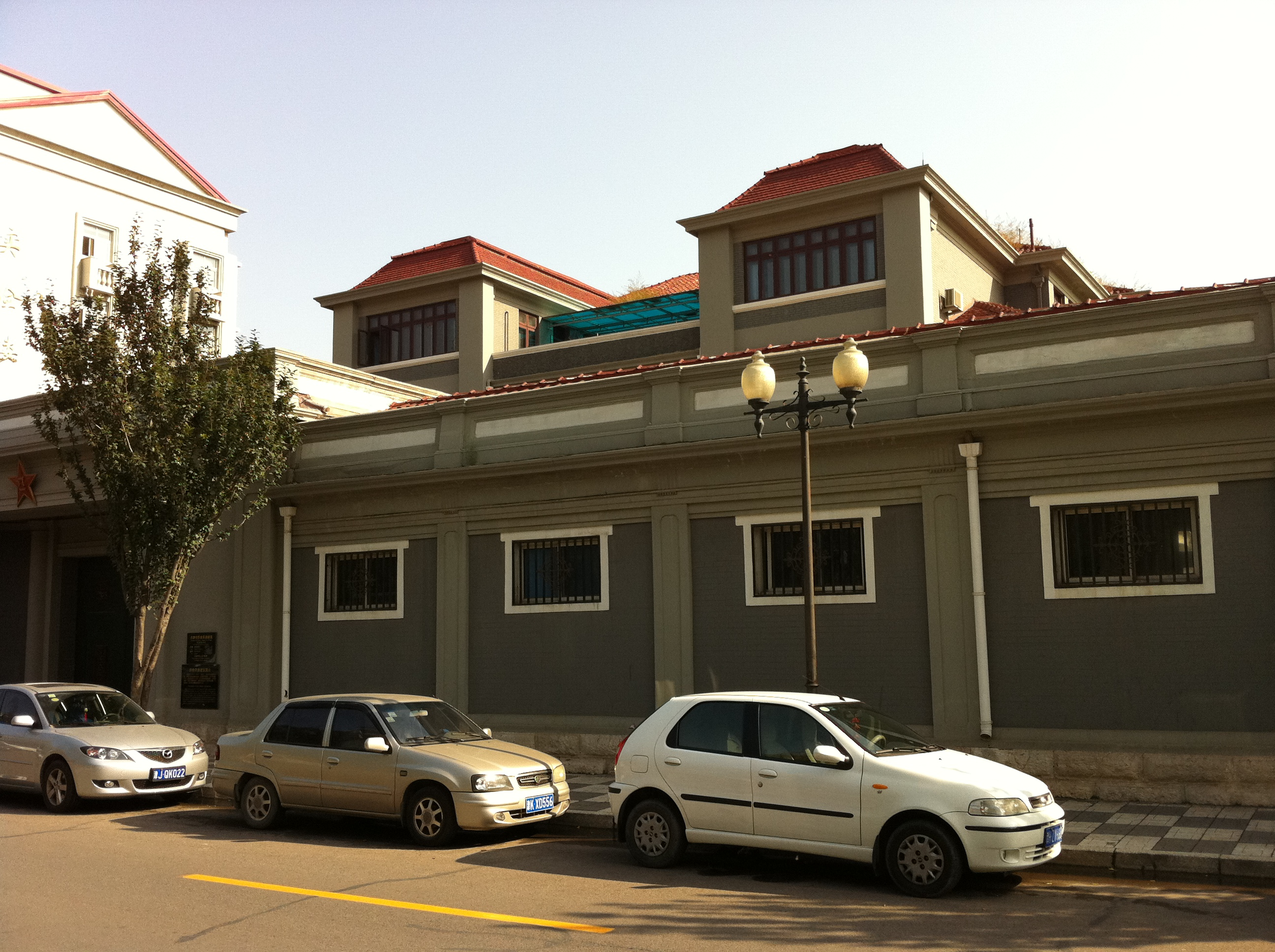
蔡成勋故居，原为原江西省长蔡成勋在天津的寓所，现为天津市军事医学科学院卫生环境医学研究所

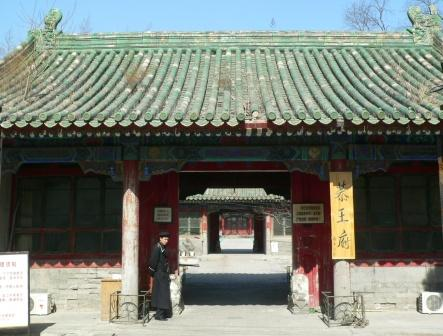
恭王府，中共建政后被文化部、公安部、北京风机厂等单位占用，腾退搬迁工作进行了28年。

## 背景與概况
1948年起，一百余万的党军政人员随中华民国政府离开大陆前往台湾。此类人士在中国大陆遗留的私人房产为新政府的各级政府所代管。1950年代时，新政府承诺保护私有房产。
1955年社會主義改造啟動，1956年中华人民共和国政府開始私房改造。1956之前的私房改造主要以公私合營的形式，但是遇到很大的阻力，改造極為緩慢。到了1958年起政府改將私房統一徵收後，再低廉租給幹部職工，而私房業主只獲得租金的20-40%的補償和部分自住房屋。這種方式被稱為「國家經租」。1964年，政府以法令剥夺原房东家属对房产的继承权。1966年文化大革命爆发，红卫兵大量抢夺原房主的房产，还得到了政府文件的肯定。

## 所有權變化之後
有的房产成了中共政权的政府机构办公楼，比如宋子文在岳阳路145号的别墅现为上海老干部活动中心，孙科在延安西路的别墅成为上海生物制品研究所的办公楼。湖南省主席何键的女婿，长沙警备司令李觉的公馆现为周南中学的办公楼。浙江省绍兴市嵊县商人马孟希的经营蚕行的房屋，先后被用作村校、镇政府、土产公司、供销社办公使用。
有的房产被分配给他人居住，比如江苏省银行南京分行行长唐鹿门的别墅，1958年重新分配，2间房留给唐家人，其他房间分给3户人家。比如重庆市巴南区跳石镇陈姓地主的百年庄园，1949年后被分给10余户贫下中农。

## 补偿法规
1970年代末就开始执行“陆续落实统战对象和高级知识分子被侵占住房”的政策。1983年9月8日，国务院下达《国务院批转城乡建设环境保护部关于对国民党军政人员出走弃留的代管房产的处理意见的通知》，对台湾人员在大陆房产的归还补偿问题进行了说明。
但房产归还政策并未得到全面落实，比如南京有三百多户华侨要求落实政策，仅有十户人家得到落实。

## 归还困境
- 住户不愿搬离：

慈禧太后侄孙德恒的祖宅在1982年就得到退还，但承租户不愿搬离，德恒妻女用了十年时间才彻底收回祖宅。上海棉纺织业大王薛福生的房子有七间，落实政策时，只还给薛家后人五间，有两间仍被他人占用。湖南省议员陈云章的院落天倪堂里有六户居民，湖南省有关部门提供桐梓坡的六套宿舍给居民，才使他们搬出。
- 房屋已被拆毁

张灵甫妻子王玉龄自1984年3月起，向南京市房地产管理局索要南京二条巷51号的花园别墅。但房屋在1985年因城市改造被拆除，相关部门也表示只能给予17万元左右的补偿款。保山县县长陆人耀的二层小楼成为保山地委的办公场所，后被拆除，现建有银行办公楼。
- 产权不明：

民国房产可能同时存在着公有、私有、公私合有、产权不明的情况。如上海4600多幢老洋房中，仅有60套左右获得许可能进行产权交易，其他房产多是系统产、军产，国家直管房。

## 其他问题
- 环境脏乱差：有的民国房屋被租给社会底层人员，电线和晾衣绳乱搭，居住环境也很差[15]。
- 市场价值差：有的民国房屋仅一幢两幢地处于现代街区之中，连私密性都受到影响，相较于连片的民国建筑群，市场价值不高[15]。